# 水龙
水龙（学名：Ludwigia adscendens）为柳叶菜科丁香蓼属的植物。

## 形态
多年生草本；根状茎很长，横生泥中，具有白色呼吸根；长椭圆状倒披针形至倒卵形叶片，顶端钝成圆，基部渐狭成柄；夏季开白色或淡黄色花，单生于叶腋，花柄与子房相连处有鳞片状小苞片两枚；圆柱形蒴果。

## 分布
它是亚洲常见的一种野草，也见于澳洲和非洲，其起源地可能在南美。

## 别名
白花水龍、玉钗草、草里银钗（本草纲目拾遗） 过塘蛇（海南、广州） 过江藤（浙江） 猪肥草（海南澄迈）